# والریو ماسترانتونیو
والریو ماسترانتونیو (انگلیسی: Valerio Mastrantonio؛ زادهٔ ۲۲ ژوئن ۱۹۹۹) بازیکن فوتبال است.